# 面的

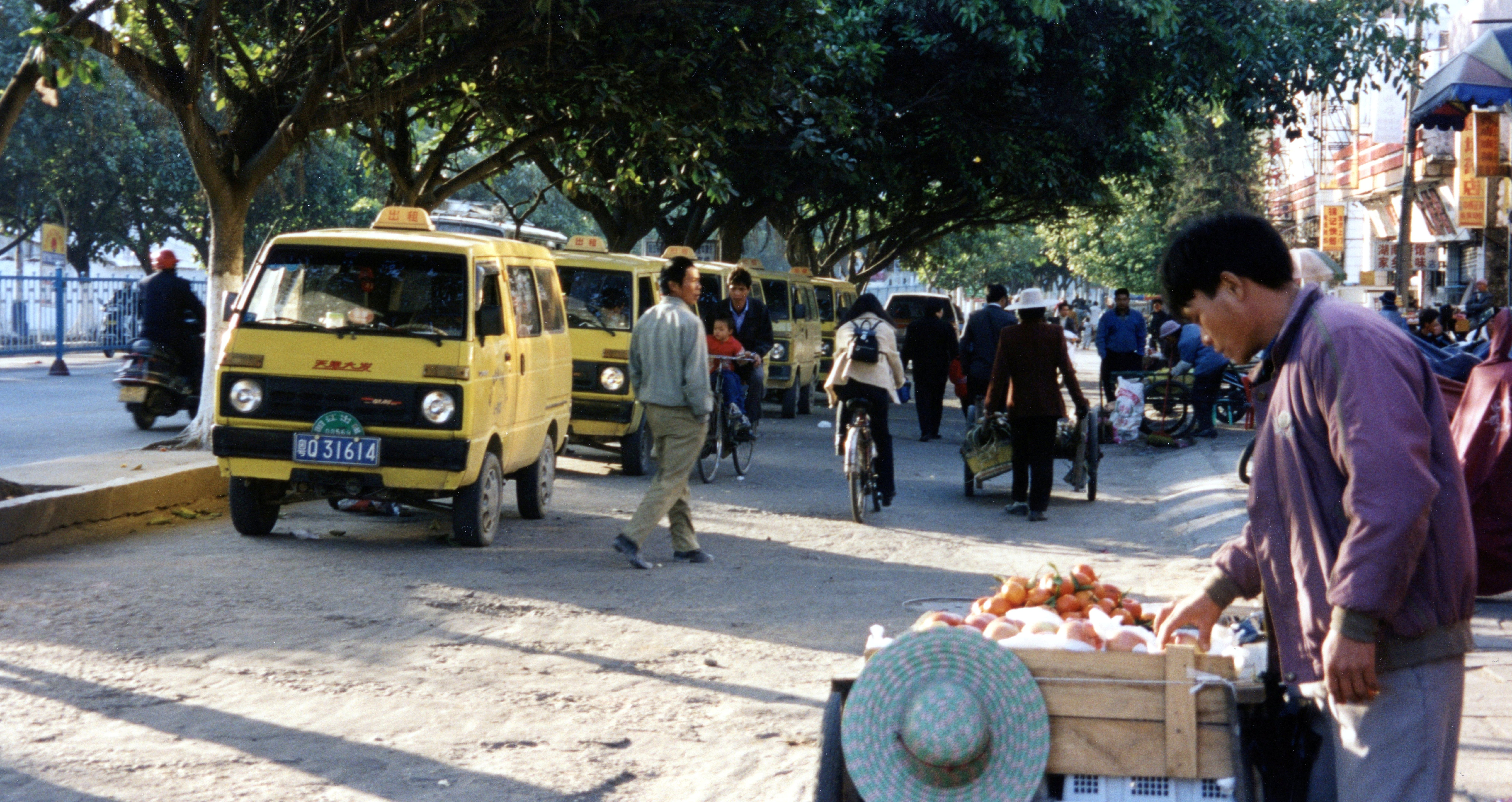
乗場に並ぶ面的（肇慶市）

面的（ミェンディー、繁体字：麵的）とは、中華人民共和国で使用されていたタクシーの愛称。

## 概要
日本の軽自動車に相当するワンボックス車を用いたタクシーで、「面的」は面包的士（パン・タクシー）の略である。面包（ミェンパオ、食パンの意）の形に似ている的士（タクシー）であることからそう呼ばれた。また黄色いボディカラーから「黄虫」とも呼ばれた。
運賃が安く、大きな荷物も積めたことから1980年代後半から1990年代を通じて各都市に普及した。
しかし排出ガス規制の強化によって、大都市では1990年代末から車両の置き換えが始まる。北京では市政府が1998年にすべての面的の廃棄を決定、1999年10月1日までに全ての面的が代替された。面的に用いられた「華利」（ダイハツ・ハイゼット）を生産していた天津市でも2005年ごろまでには姿を消した。

## 車両
中国のメーカーで現地生産された、日本の軽ワンボックス車が主に用いられた。
- ダイハツ・ハイゼットバン - 天津華利汽車が生産
- スズキ・キャリイバン - 昌河スズキが生産

## 参照
- 新中国言葉の風景　-38号-
- 北京のタクシー - CRI（中国国際放送局）
- 「北京の名刺」・タクシーの歴史 - 人民中国インターネット版